# Osman Gazi-bron
Osman Gazi-bron (turkiska: Osmangazi Köprüsü) är en hängbro som sträcker sig över Izmitbukten vid dess smalaste punkt. Bron förbinder den turkiska staden Gebze med Yalova-provinsen och leder motorvägen över bukten.
Bron öppnades den 1 juli 2016 och blev den då längsta hängbron i Turkiet och den fjärde längsta (sjunde längsta från och med 2023) hängbron i världen mätt i dess centrala spann.
Brons längd överträffades av Çanakkale 1915-bron över Dardanellerna, som blev världens längsta hängbro när den öppnades den 18 mars 2022.

## Projektet
Byggandet och driften av bron tilldelades ett joint venture (NOMAYG JV) bildat av fem turkiska företag (Nurol, Özaltın, Makyol, Yüksel och Gocay) och ett italienskt byggföretag Astaldi efter den internationella upphandlingen "Build-operate-Transfer" som ägde rum i april 2009. År 2010 undertecknades ett kontrakt för projektet som beräknades kosta 11 miljarder ₺ för hela motorvägen från Gebze till Bursa.
Den 30 mars 2013 lade premiärminister Recep Tayyip Erdoğan grundstenen till bron. Efter att bron färdigställts förkortades avståndet mellan Istanbul och Izmir med cirka 140 km, vilket kringgick den långa sträckan runt Izmitbukten. Den 420 km långa motorvägen och bron minskade restiden mellan de två större städerna från cirka sex timmar till fem. Bron och den anslutande motorvägen ger tre körfält i varje riktning. Byggandet slutfördes den 30 juni 2016.
Två körfält för höghastighetsjärnväg planerades också att gå genom mitten av bron, men skrotades till förmån för ett fjärde körfält för båda riktningarna. Beslutet ledde till kritik och fick folk att misstänka politiker som var inblandade i billobbyister.

## EPC-broentreprenör
Den privatfinansierade bron, värd 1 miljard USD, tilldelades det japanska företaget IHI Infrastructure System Co. den 16 juli 2011 som EPC-baserad kontrakt med FIDIC Silverbook. IHI, som var en av entreprenörerna för den andra Bosporenbron, slutförde också de seismiska förstärkningsprojekten för viadukterna Halic och Mecidiyekoy. IHI lade ut designarbetena på det danska ingenjörsföretaget COWI A/S, som samarbetade för den estetiska designen med Dissing+Weitling. NOMAYG JV meddelade att IHI skulle fortsätta arbetet den 1 januari 2013 och den förväntade totala projekttiden var 37 månader.'
Måtten är:
- huvudspannlängd: 1 550 m
- sidspannlängd: 566 m
- frihöjd: 64 m
- tornhöjd: 252,0 m
- tornstorlek (vid basen): 8 m × 7 m
- däckstorlek: 35,93 m × 4,75 m

De 34 000 ton stål som användes för att bygga bron erhölls från Liberty Galați, Rumänien.

## Olycka på byggarbetsplatsen

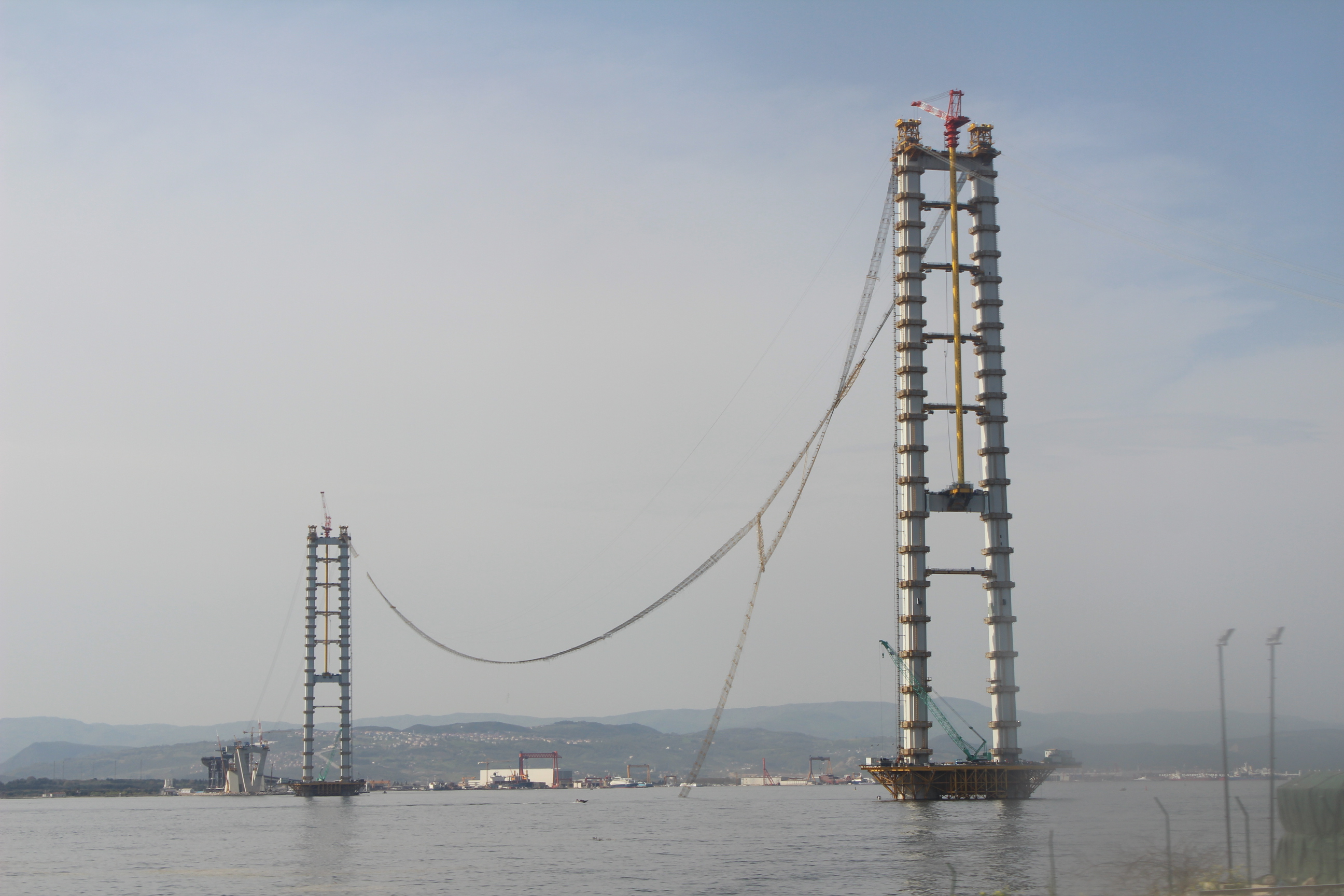
İzmit_Körfez_Köprüsü_-_18.4.15a

Den 21 mars 2015 bröts en gångbro loss från sin skruvade kabel på det södra tornet under byggnationen av bron och föll ner i vattnet. Gångbroen, som lades till i februari 2015, behövdes för att ge arbetare tillgång till andra sidan av viken. Ingen skadades i olyckan eftersom arbetet avbröts på denna sträcka på grund av blåsigt väder. Sjötrafiken till och från Izmitbukten avbröts efter olyckan av säkerhetsskäl och återupptogs efter att kabeln bärgats på morgonen den 23 mars.
Kishi Ryoichi, den 51-årige japanske ingenjören från IHI-Itochu-konsortiet, som ansvarade för byggandet på platsen, begick självmord efter olyckan. Han hittades död vid ingången till en kyrkogård nära sitt boende i Altınova. Han lämnade en lapp där det stod att "...detta misslyckande avslutar mitt privata och professionella liv. Detta projekt var min och mitt lands stolthet. Ingen annan är ansvarig för detta misslyckande."